# 2474 Ruby
2474 Ruby је астероид главног астероидног појаса са пречником од приближно 17,79 .
Афел астероида је на удаљености од 3,267 астрономских јединица (АЈ) од Сунца, а перихел на 2,106 АЈ.
Ексцентрицитет орбите износи 0,216, инклинација (нагиб) орбите у односу на раван еклиптике 7,494 степени, а орбитални период износи 1608,540 дана (4,403 године).
Апсолутна магнитуда астероида је 11,80 а геометријски албедо 0,106.
Астероид је откривен 14. августа 1979. године.